# Promontoriul groazei (film din 1962)
Promontoriul groazei (în engleză Cape Fear) este un film thriller psihologic neo-noir din 1962, cu Gregory Peck, Robert Mitchum și Polly Bergen în rolurile principale. A fost adaptat de James R. Webb după romanul The Executioners din 1957 de John D. MacDonald. A fost regizat de J. Lee Thompson și a fost lansat la 12 aprilie 1962. Filmul prezintă un avocat a cărui familie este urmărită de un criminal pe care l-a trimis în închisoare. 
A fost refăcut în 1991 sub același nume, cu Nick Nolte și Robert De Niro, în regia lui Martin Scorsese. Prima adaptare a filmului, din 1962, este mai fidelă romanului, adaptarea din 1991 fiind considerabil mai brutală și violentă. Gregory Peck, care a jucat rolul principal (avocatul Sam Bowden) în filmul din 1962, interpretează un rol secundar în filmul din 1991. De asemenea Mitchum și Martin Balsam au apărut în roluri secundare în filmul din 1991.

## Prezentare
În sud-estul Georgiei în 1962, după ce a petrecut opt ani în închisoare pentru viol, Max Cady este eliberat. El îl urmărește imediat pe Sam Bowden, un avocat pe care îl consideră personal responsabil pentru condamnarea sa, deoarece Sam a depus mărturie împotriva lui. Cady începe să urmărească și să amenințe subtil familia lui Bowden. El ucide câinele familiei Bowden, deși Sam nu poate dovedi că acesta a făcut-o. Un prieten al lui Bowden, șeful poliției, Mark Dutton, încearcă să intervină în numele lui Bowden, dar nu poate dovedi că acesta este vinovat de vreo infracțiune.
Bowden angajează un detectiv particular, Charlie Sievers. Cady violează brutal o tânără, Diane Taylor, când se duce acasă, dar nimeni nu o poate convinge să depună mărturie. Bowden angajează trei bărbați pentru a-l bate pe Cady și să-l forțeze să părăsească orașul, dar totul se întoarce împotriva lor când Cady îi bate pe toți trei. Avocatul lui Cady promite că Bowden va dat afară din barou pentru acest lucru.
Temându-se pentru soția sa Peggy și pentru fiica sa Nancy, în vârstă de 14 ani, Bowden le duce pe barca lor din regiunea Cape Fear din Carolina de Nord. În încercarea de a-l păcăli pe Cady, Bowden se preface că pleacă la Atlanta. El crede că acesta îi va urmări soția și fiica și intenționează să-l omoare pe Cady pentru a pune capăt bătăliei. Cady nu este păcălit și îi urmează la Cape Fear. Într-o noapte întunecată, Bowden și șeriful Kersek se ascund în mlaștina din apropiere, dar Cady își dă seama că șeriful  Kersek este acolo și îl îneacă, fără să lase nicio dovadă a luptei. Fugind de Bowden și lăsând barca în derivă, Cady o atacă mai întâi pe doamna Bowden pe barcă, provocându-l pe Bowden să vină s-o salveze. Între timp, Cady înoată înapoi la țărm pentru a o ataca pe Nancy. Bowden își dă seama ce s-a întâmplat și înoată, de asemenea, la țărm.
Cei doi bărbați se luptă pe malul râului. Bowden reușește să ajungă la arma pe care o aruncase și îl împușcă pe Cady, rănindu-l. Cady îi spune lui Bowden: „Termină treaba”, dar Bowden decide să facă ceea ce Cady i-a spus mai devreme că este de nesuportat - să-l arunce în închisoare pentru tot restul vieții, pentru a „număra anii, lunile, orele”. În zorii zilei, familia Bowden este împreună pe o barcă, călătorind cu poliția înapoi în port.

## Distribuție
- Gregory Peck ca Sam Bowden
- Robert Mitchum ca Max Cady
- Polly Bergen ca Peggy Bowden
- Lori Martin ca Nancy Bowden
- Martin Balsam ca Mark Dutton
- Jack Kruschen ac Dave Grafton
- Telly Savalas - Charlie Sievers
- Barrie Chase ca Diane Taylor
- Edward Platt - judecător
- Joan Staley - chelneriță